# Alcazaba (Málaga)
Alcazaba er et fæstningsværk i Málaga i det sydøstlige Spanien opført af maurerne i midten af det 11. århundrede.
Dette er den bedst bevarede alcazaba (arabisk: قصبة; al-qasbah (citadel)) i Spanien. Ved siden af indgangen til alcazabaen ligger ruinerne af Málagas romerske teater, der går tilbage til det 2. århundrede f.Kr. Materialer fra det romerske teater benyttedes til opførelsen af alcazabaen.
I 1487 overtog de katolske monarker byen fra maurerne efter en lang belejring, og rejste deres standarter ved Torre del Homenaje i det indre citadel.